# Dionisio Anzilotti
Dionisio Anzilotti (Pescia, 20 febbraio 1867 – Uzzano, 23 agosto 1950) è stato un giurista e docente italiano, grande studioso di diritto internazionale del XX secolo e membro dell'Accademia Nazionale dei Lincei. Era noto in ambito giuridico per essere un positivista.

## Biografia
Nato a Pescia, capoluogo storico della Valdinievole, da Giuliano e Isolina Allegretti, compì gli studi universitari presso la facoltà di legge dell'Università di Pisa, dove si laureò il 7 luglio 1888 con una tesi in diritto privato internazionale.
Si sposò il 28 novembre 1891 con Eugenia Pacini, dalla quale ebbe due figli: Luisa (1893) ed Enrico (1898).
Iniziò la carriera come giudice alla Corte d'Appello di Firenze. Nella stessa città, dal 1892 al 1902, insegnò Diritto civile e privato internazionale al Regio Istituto di Scienze Sociali "Cesare Alfieri". Ottenuta la libera docenza in Diritto internazionale all'università statale, lasciò Firenze per le Università di Palermo prima (1902-1903) e di Bologna poi (1904–1911). Ottenne la nomina di professore ordinario nel 1906 e nel 1911 fu assegnato alla cattedra di Diritto internazionale dell'Università di Roma, dove rimase fino al suo ritiro nel 1937.
Nel 1894 pubblica, sempre a Firenze, uno dei suoi primi scritti sul diritto internazionale, la codificazione del diritto internazionale privato.
Nel 1899 pubblica a Firenze il suo "I mutamenti dei rapporti patrimoniali fra coniugi".
Nel 1902 esce "Teoria generale della responsabilità dello stato".
Nel 1905 pubblica a Bologna "Il diritto internazionale nei giudizi interni".
Nel 1906, assieme ad Arturo Ricci Busatti e Leone Adolfo Senigallia, fondò la "Rivista di Diritto Internazionale", che pubblicò e promosse attivamente per circa venti anni.
Nel 1908 ottiene la nomina di membro associato all' "Institut de Droit International".
Fu membro del Consiglio del contenzioso diplomatico del Ministero degli Affari Esteri fino alla sua riforma e consigliere del ministro o membro di consigli temporanei in molte occasioni (casi "Carthage", "Manouba" e "Tavignano") nel 1912-13 presso la Corte permanente di arbitrato.

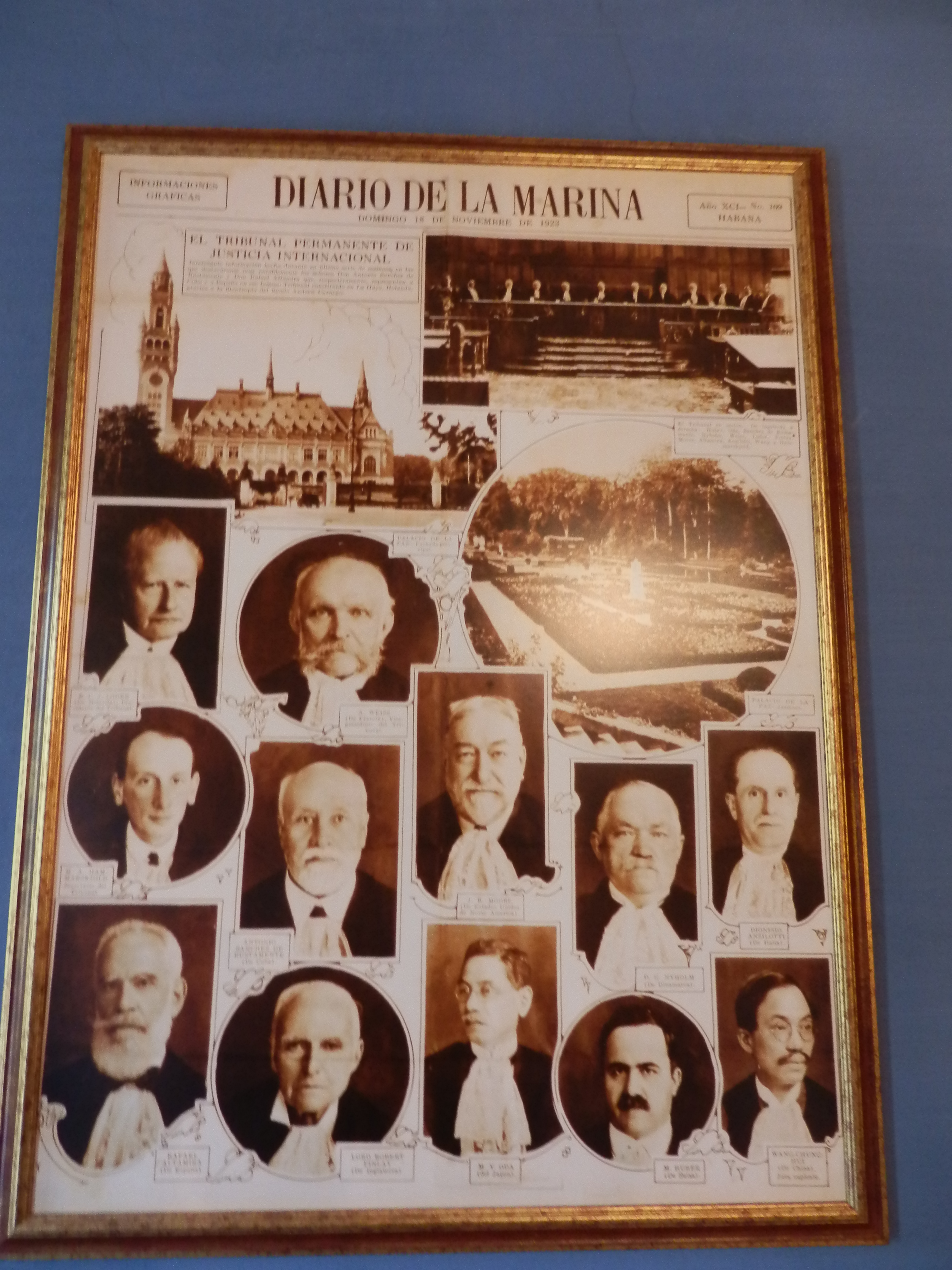
Dionisio Anzilotti raffigurato assieme agli altri giudici dell'Alta Corte di Giustizia de L'Aia.

Nel 1919 fu consigliere legale e delegato tecnico del governo italiano alla Conferenza di pace di Parigi. Dal 1916 fu sottosegretario generale della Società delle Nazioni e in tale veste partecipò nel 1920 ai lavori preparatori dello statuto della Corte Permanente di Giustizia Internazionale. Il 14 settembre 1921 fu nominato giudice presso tale Corte e ne tenne la presidenza fra il 1928 e il 1930; nel settembre 1930 fu rieletto per un secondo mandato di nove anni (1931-1940). Nel caso del Vapore Wimbledon passò alla storia della Corte come l'unico giudice ad aver votato contro un ricorso presentato dallo Stato che l'aveva designato come componente del collegio giurisdizionale.
Fu membro internazionale dell'Accademia dei Lincei nel campo delle scienze morali (dal 1926) e socio della Reale Accademia d'Italia dal 27 settembre 1929. Fu inoltre membro associato dell'Institut de droit international dal 1908 e ottenne la piena affiliazione nel 1921, mentre tra il 1932 e il 1934 fu il primo vicepresidente dello stesso "Institute". Fece ancora parte di molte altre istituzioni culturali in Italia e all'estero, come l'Accademia dei Georgofili, l'Accademia delle Scienze di Bologna, l'Istituto americano di diritto internazionale, l'Académie de droit comparé, il Comitato consultivo per le conferenze di diritto privato internazionale e l'Accademia delle scienze di Utrecht. Scrisse la sua ultima fatica accademica nel 1932 con un lavoro sui limiti della giurisdizione italiana nei confronti delle compagnie straniere.

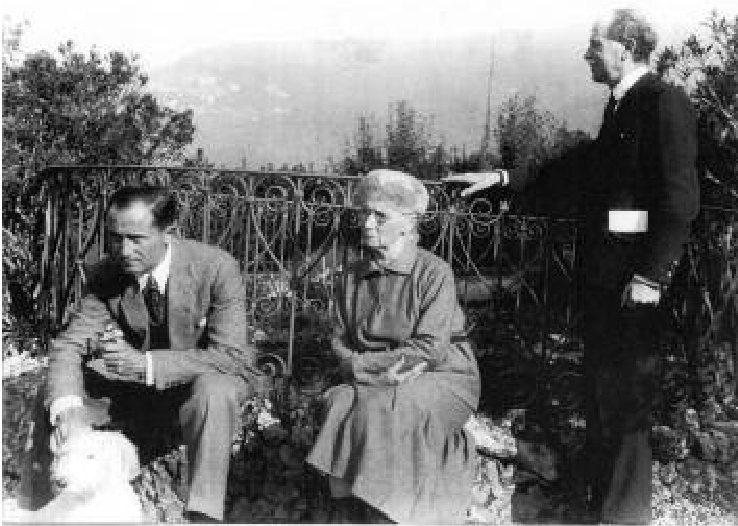
Dioniso Anzilotti ritratto con la moglie e il figlio Enrico nel 1937 presso la villa di Uzzano

Al termine delle sue attività scientifiche e diplomatiche Anzilotti si ritirò presso la Villa del Castellaccio, sulla collina di Uzzano, che aveva acquistato nel 1926 assieme ai circostanti, ubertosi vigneti dai conti Orsi-Bertolini. Qui si dedicò alla produzione e commercializzazione del vino (Bianco di Valdinievole). Durante la Seconda guerra mondiale aprì le porte della sua villa a molti rifugiati e alle brigate partigiane operanti nella zona.
Morì nell'estate del 1950. Riposa nella cappella del cimitero di Uzzano Castello.

## Onorificenze
Fu insignito del titolo di Grand'Ufficiale dell'Ordine della Corona d'Italia e Ufficiale dell'Ordine dei Santi Maurizio e Lazzaro.